# Whymperia minor
Whymperia minor là một loài tò vò trong họ Ichneumonidae.